# Levy Island
Levy Island ist eine isolierte und verschneite Insel vor der Loubet-Küste des Grahamlands auf der Antarktischen Halbinsel. Sie gehört zu den Adelaide- und Biscoe-Inseln und liegt 12 km östlich des Gagge Point der Lavoisier-Insel im Crystal Sound. 
Luftaufnahmen der US-amerikanischen Ronne Antarctic Research Expedition (1947–1948) und Vermessungen des Falkland Islands Dependencies Survey zwischen 1958 und 1959 dienten ihrer Kartierung. Das UK Antarctic Place-Names Committee benannte sie 1960 nach dem US-amerikanischen Chemiker Henri Arthur Levy (1913–2001), dem 1957 gemeinsam mit Selmer Wilfred Peterson (1917–2004) mittels Messungen zur Neutronenstreuung die Lokalisation von Wasserstoffatomen in Eis gelungen war.